# Meriem Belmihoub
Meriem Belmihoub, épouse Zerdani, née le 1er avril 1935 à Alger et morte le 27 juillet 2021 dans la même ville, est une avocate, militante indépendantiste et féministe. Elle est  une femme politique et une députée algérienne.

## Biographie

### Enfance et éducation
Née le 1er avril 1935 à Alger, Meriem Belmihoub est la fille d’un cheminot algérien, militant de la CGT et du Parti du peuple algérien (ou PPA, le premier mouvement indépendantiste algérien créé dans l’entre-deux-guerres par Messali Hadj).
Dès 1955, étudiante, elle s’engage dans le Front de libération nationale (FLN) et dans l’armée de libération nationale, créés l’un et l’autre peu de temps auparavant. En 1956, elle rejoint le maquis, répondant à un appel en ce sens du FLN vers les étudiants, et y apportant son concours comme infirmière. Elle est arrêtée en avril 1957, jugée par une juridiction d'exception, le tribunal permanent des forces armées françaises, et emprisonnée. Elle passe cinq ans en prison. Elle est libérée en juillet 1962, dans le cadre des accords d'Évian entre le Gouvernement de la République française et le Gouvernement provisoire de la République algérienne (GPRA), qui mettent fin à la guerre d'Algérie,.
Elle reprend des études de droit. En 1962, elle est également  élue députée durant les élections constituantes algériennes, jusqu’en 1964. Les femmes ne sont que 10 députées sur 196 élus. Elle est membre du bureau de cette Assemblée nationale, et participe à la commission de l’éducation et de la culture.
En 1964, elle quitte la politique pour le droit, épouse un ancien militant indépendantiste devenu homme politique, Abdelaziz Zerdani, et devient avocate au barreau d’Alger,,.
En tant qu’avocate, elle se fait connaître par sa défense des droits humains, contre les violences policières.
En octobre 1992, elle est nommée ministre conseiller pour les Affaires juridiques et administratives auprès du chef du gouvernement, dans le cadre du gouvernement Abdesslam. En décembre 1997, elle est désignée comme sénatrice, dans le tiers de l’effectif de cette assemblée, le  Conseil de la Nation directement nommé par le président. Puis en janvier 2003, elle est élue comme experte au sein du Comité des Nations unies contre la discrimination à l’égard des femmes (Cedaw), un mandat renouvelé à plusieurs reprises.
Tout au long de son parcours, elle milite également pour défendre le droit des femmes, leur représentativité dans les instances politiques ou autres, et contre les discriminations qu’elles subissent. De 1963 à 1965, elle fait partie de l’Union nationale des femmes algériennes (UNFA), créé par le FLN. Dans les années 1980, elle se mobilise contre le Code de la famille, s’insurgeant contre les dispositions discriminatoires de ce code envers les femmes. Elle préside la délégation de femmes reçue par le président de l’assemblée nationale algérienne. Toujours dans cette même décennie, elle participe à la fondation de l’association algérienne de planification familiale. Elle réagit également à plusieurs reprises contre l’insuffisance de la représentation des femmes dans la vie politique ou à la tête de différentes organisations, notamment pour l’Organisation nationale des moudjahidine (ONM), en 2012,,.

## Décorations
- Djadir de l'ordre du Mérite national d'Algérie.